# Culicicapa ceylonensis
Culicicapa ceylonensis е вид птица от семейство Stenostiridae.

## Разпространение
Видът е разпространен в Бангладеш, Бутан, Бруней, Камбоджа, Китай, Индия, Индонезия, Лаос, Малайзия, Мианмар, Непал, Пакистан, Шри Ланка, Тайланд и Виетнам.